# Paracorallium
Paracorallium (Bayer & Cairns, 2003) è un genere di octocoralli della famiglia Coralliidae.

## Specie
- Paracorallium inutile (Kishinouye, 1903)
- Paracorallium japonicum (Kishinouyi, 1903)
- Paracorallium nix (Bayer, 1996)
- Paracorallium salomonense (Thomson & Mackinnon, 1910)
- Paracorallium stylasteroides (Ridley, 1882)
- Paracorallium thrinax (Bayer & Stefani in Bayer, 1996)
- Paracorallium tortuosum (Bayer, 1956)